# Wilfred Greene, 1. Baron Greene
Wilfrid Arthur Greene, 1. Baron Greene, MC OBE KC PC (* 16. Juli 1883; † 16. April 1952) war ein britischer Jurist, der als Erb-Peer (Hereditary Peer) und zuletzt als Lord of Appeal in Ordinary auch Mitglied des House of Lords war. Zwischen 1937 und 1949 bekleidete er als Master of the Rolls eines der herausragendsten Richterämter Großbritanniens.

## Leben

### Rechtsanwalt und Lord Justice of Appeal
Nach dem Besuch der Westminster College London absolvierte Greene ein Studium der Rechtswissenschaften am Christ Church der University of Oxford. Nach Abschluss des Studiums erhielt er 1908 seine anwaltliche Zulassung bei der Rechtsanwaltskammer (Inns of Court von Inner Temple). Im Anschluss war er als Barrister tätig, ehe er seine anwaltliche Tätigkeit während des Ersten Weltkrieges seinen Militärdienst bei der Oxfordshire and Buckinghamshire Light Infantry leistete, wo er zuletzt zum Hauptmann des 2. Bataillons befördert wurde. Für seine militärischen Verdienste wurde ihm 1918 das Military Cross verliehen sowie 1919 das Offizierskreuz des Order of the British Empire.
Nachdem er anschließend wieder als Rechtsanwalt tätig gewesen war, wurde Greene, der 1922 Kronanwalt (King’s Counsel) wurde, 1935 zum Richter (Lord Justice of Appeal) am Court of Appeal berufen, dem für England und Wales zuständigen Appellationsgericht. Damit verbunden war auch seine Ernennung zum Privy Councillor sowie die Berufung in den Ritterstand als Knight Bachelor und damit die Ernennung zum „Sir“.
1939 wurde er in die American Academy of Arts and Sciences gewählt.

### Master of the Rolls, Oberhausmitglied und Lordrichter
Am 27. April 1937 wurde Greene Nachfolger von Robert Wright, Baron Wright als Master of the Rolls, und damit Vorsitzender des Zivilsenats des Court of Appeal. Diese wichtige Richterfunktion bekleidete er zwölf Jahre lang bis zu seiner Ablösung durch Raymond Evershed, 1. Baron Evershed 1949.
Während dieser Zeit wurde er durch ein Letters Patent vom 16. Juli 1941 als Baron Greene, of Holmbury St Mary in the County of Surrey, in den erblichen Adelsstand (Hereditary Peerage) berufen und gehörte damit als Mitglied dem House of Lords an.
Nach Beendigung seiner Tätigkeit als Master of the Rolls wurde Baron Greene am 1. Juni 1949 Lordrichter (Lord of Appeal in Ordinary) und bekleidete dieses Amt knapp ein Jahr bis zu seinem Eintritt in den Ruhestand am 6. Mai 1950.
Nach seinem Tod erlosch der Titel des Baron Greene, da er ohne männliche Nachkommenschaft verstarb.